# عبد الله شائق
عبد الله شائق - (الاسم العصلي: عبد الله مصتفى أغلو طاليبزاده) (بالأذربيجانية: Abdulla Şaiq)-شاعر، كاتب، كاتب مسرحي، مترجم ومدرس أذربيجاني مشهور، عضوا في اتحاد الكتاب في أذربيجان منذ عام 1934.

## حياته
ولد عبد الله شائق في 24 فبرايير، عام 1881 في أسرة روحية في تبليسي. تلقى علومه الأولى في مدرسة إسلامية. زار مقاطعة خراسان في عام 1893, وتلقى علومه فيها خلال سبعة سنوات بشكل ممتز. تعلم في مقاطعة خراسان علوم التاريخ والمنطق وعلم النفس والأدب الشرقي والأذربيجاني والروسي. عاد عبد الله شائق إلي باكو في 1931.

## إبداعاته
إشتغل عبد الله شائق كمدرس منذ عام 1901, وكرس 34 سنة من عمره إلى تطوير التعليم الأذربيجاني.
تم تصميم الكتاب المكون من ستة عشر صفحة «نافورة الأطفال» لتلبية احتياجات الأطفال الصغار
كتابه «نافورة الأطفال» تم تحضير لأطفال الصغار.
بعد ذلك، تحضر ونشر عبد الله شائق العديد من الكتب والبرامج الدراسية في عدة سنوات واحداً تلو الآخر، مثل «القرأة الوطنية»، «منتخبات»، «اكليل التركية»، «الأدب»، «الأدب التركي»، «أدب النعمة».
و كما كان مؤسس عبد الله شائق المسرح الوطني للأطفال مع مسرحيته «الربيع الجميل»، التي كتبت في عام 1910.
تعتبر قصائده مثل "ملك الحرية", طائر", "شكاوي", مراجعة للقرن العشرين من القصائد الثورية.

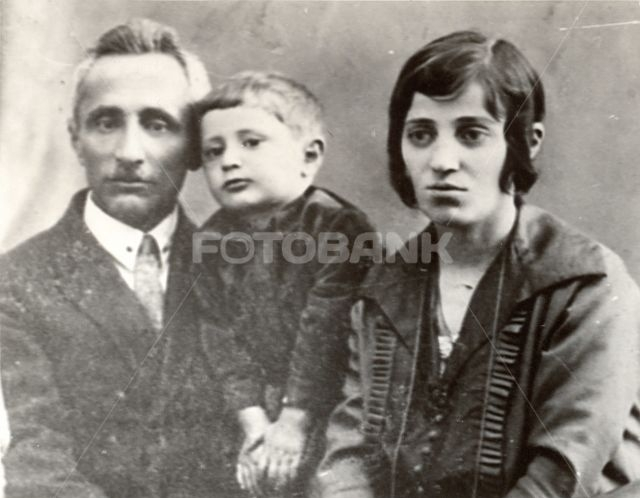
عبد الله شائق مع أسرته, عام 1925

## أعماله
- أدب غولشن
- نظارات للأطفال
- ودة جيدة
- سيدة«تيق - تيق»
- لثعلب والديك
- لعب جميل الربيع
- كتاب القرأة الكلزار
- وطن
- دروس الأدب